# Rioseco de Soria
Rioseco de Soria es un municipio y localidad española de la provincia de Soria, en la comunidad autónoma de Castilla y León. El término municipal, ubicado en la comarca de las Tierras del Burgo, tiene una 123 habitantes (INE 2024) e incluye también el núcleo de Valdealvillo.

## Geografía
Integrado en la comarca de Tierras del Burgo, se sitúa a 37 km de la capital soriana. El término municipal está atravesado por la carretera nacional N-122, entre los pK 196 y 197, y por carreteras locales que permiten la comunicación con Torreblacos, Calatañazor, Valderrodilla y Valdenebro. Pertenece al partido judicial de Almazán. Desde el punto de vista jerárquico de la Iglesia católica forma parte de la diócesis de Osma la cual, a su vez, pertenece a la archidiócesis de Burgos. Su término comprende la pedanía de Valdealvillo y los despoblados de La Mercadera y de Escobosa de Calatañazor.
El relieve es predominantemente llano, regado por las aguas del río Sequillo y numerosos arroyos, fuentes y manantiales que le vierten sus aguas. La altitud oscila entre los 1100 m en el extremo noroeste y los 990 m a orillas del río Sequillo. El pueblo se alza a 1010 m sobre el nivel del mar.
| Noroeste: Talveila                  | Norte: Torreblacos, Blacos y Calatañazor | Noreste: Calatañazor y Golmayo |
| Oeste: Burgo de Osma-Ciudad de Osma |                                          | Este: Golmayo                  |
| Suroeste: Valdenebro                | Sur: Valdenebro y Valderrodilla          | Sureste: Quintana Redonda      |

En su término e incluido en la Red Natura 2000 se encuentra el Lugar de Interés Comunitario conocido como Sabinares de la Cerrada.

## Historia
Tras la reconquista de la zona por los cristianos, Rioseco quedó adscrito como aldea al Alfoz de Calatañazor; de hecho el pueblo se llamó hasta mediado el siglo XX Rioseco de Calatañazor.
A la caída del Antiguo Régimen la localidad se constituyó en municipio constitucional, entonces conocido como Rioseco y La Mercadera en la región de Castilla la Vieja, partido de Almazán que en el censo de 1842 contaba con 88 hogares y 350 vecinos.
A mediados del siglo XIX crece el término del municipio porque incorpora a Escobosa de Calatañazor y Valdealvillo.
Además de los despoblados de Escobosa de Calatañazor, La Mercadera, hay noticia de otros lugares habitados en el pasado, como es el pueblo de Fuentemayuel, en estos momentos quedan muy pocos restos, deshabitado en el siglo XVIII por causas desconocidas.

## Demografía
Cuenta con una población de 123 habitantes (INE 2024).
| Gráfica de evolución demográfica de Rioseco de Soria entre 1842 y 2021 |
| |
| Población de derecho según los censos de población del INE Población de hecho según los censos de población del INEEn este censo se denominaba Rioseco y La Mercadera: 1842 En estos censos se denominaba Rioseco: 1857, 1860, 1877, 1887, 1897, 1900, 1910, 1920, 1930, 1940, 1950 y 1960 Entre el censo de 1857 y el anterior, crece el término del municipio porque incorpora a 425038 (Escobosa de Calatañazor) y 425121 (Valdealvillo) |

### Demografía reciente del núcleo principal
Rioseco de Soria (localidad) contaba a 1 de enero de 2010 con una población de 142 habitantes, 78 hombres y 64 mujeres.
| Gráfica de evolución demográfica de Rioseco de Soria (localidad) entre 2000 y 2010               |
|                                                                                                  |
| Población de derecho (2000-2010) según los censos de población del INE a 1 de enero de cada año. |

### Población por núcleos
| Núcleos                 | Habitantes (2000) | Habitantes (2010) | Notas                             |
| ----------------------- | ----------------- | ----------------- | --------------------------------- |
| Rioseco de Soria        | 111               | 120               |                                   |
| Escobosa de Calatañazor | 0                 | 0                 | Despoblado                        |
| Fuentemayuel            | 0                 | 0                 | Despoblado durante el siglo XVIII |
| La Mercadera            | 0                 | 0                 | Despoblado                        |
| Valdealvillo            | 34                | 22                |                                   |

## Economía
La principal fuente de ingresos tradicionalmente ha sido la agricultura y la ganadería. Los cultivos principales son el trigo, la cebada y el girasol, mientras que las explotaciones ganaderas se basan en el pastoreo de ovejas y en la cría porcina.

## Patrimonio
- Iglesia parroquial de San Juan Bautista, de origen románico con un ábside de buena labra con dos columnas adosadas sobre las que voltean nueve arcos de medio punto.
- Ermita de la Virgen del Barrio, de origen románica reformada en el siglo XVIII y XIX.
- Ermita de la Soledad, en ruinas.
- Ermita de San Torcuato, gótica y en proceso de reconstrucción por los vecinos del pueblo. Era la iglesia del despoblado de San Torcuato.
- Ermita de San Miguel, iglesia del despoblado de La Mercadera.
- Iglesia de San Juan Bautista, iglesia del despoblado de Escobosa de Calatañazor.
- Ermita de Santa María de Fuentemayuel, desaparecida, iglesia del despoblado de Fuentemayuel.
- Rollo jurisdiccional o picota, situado en la plaza mayor del municipio, en el año 1817, reinando Fernando VII, según reza la inscripción ceñida al coronamiento de esta obra.
- Villa Romana de "los Quintanares": Declarada Bien de Interés Cultural en la categoría de zona arqueológica el 22 de abril de 1994.[7]

## Deportes
El campo rústico de golf de La Cerrada consta de nueve hoyos ( dos pares 5, cuatro pares 4, y tres pares 3), siendo el par del campo 70, todos los hoyos están situados en unas praderas naturales. También tiene un frontón de 36 metros, para la práctica de la pelota mano y del frontenis.